# Cortandone
Cortandone (piemontiul: Cortandon) település Olaszországban, Piemont régióban, Asti megyében. Lakosainak száma 307 fő (2023. január 1.). Cortandone Camerano Casasco, Cinaglio, Cortazzone, Maretto és Monale községekkel határos.

## Népesség
A település lakossága az elmúlt években az alábbi módon változott:
| Lakosok száma | 331  | 316  | 307  |
|               | 2017 | 2018 | 2023 |